# Liste der Wappen der Luftwaffe der Bundeswehr
Die Liste der Wappen der Luftwaffe der Bundeswehr zeigt aktuelle und ehemalige Wappen von Einheiten der Luftwaffe der Deutschen Bundeswehr seit 1956.

## Aktuelle Wappen der Luftwaffe

Logo der Luftwaffe

### Höhere Kommandobehörden

Kommando Luftwaffe
Luftwaffentruppenkommando
Zentrum Luftoperationen

### Geschwader/Verbände/Schulen/Einheiten

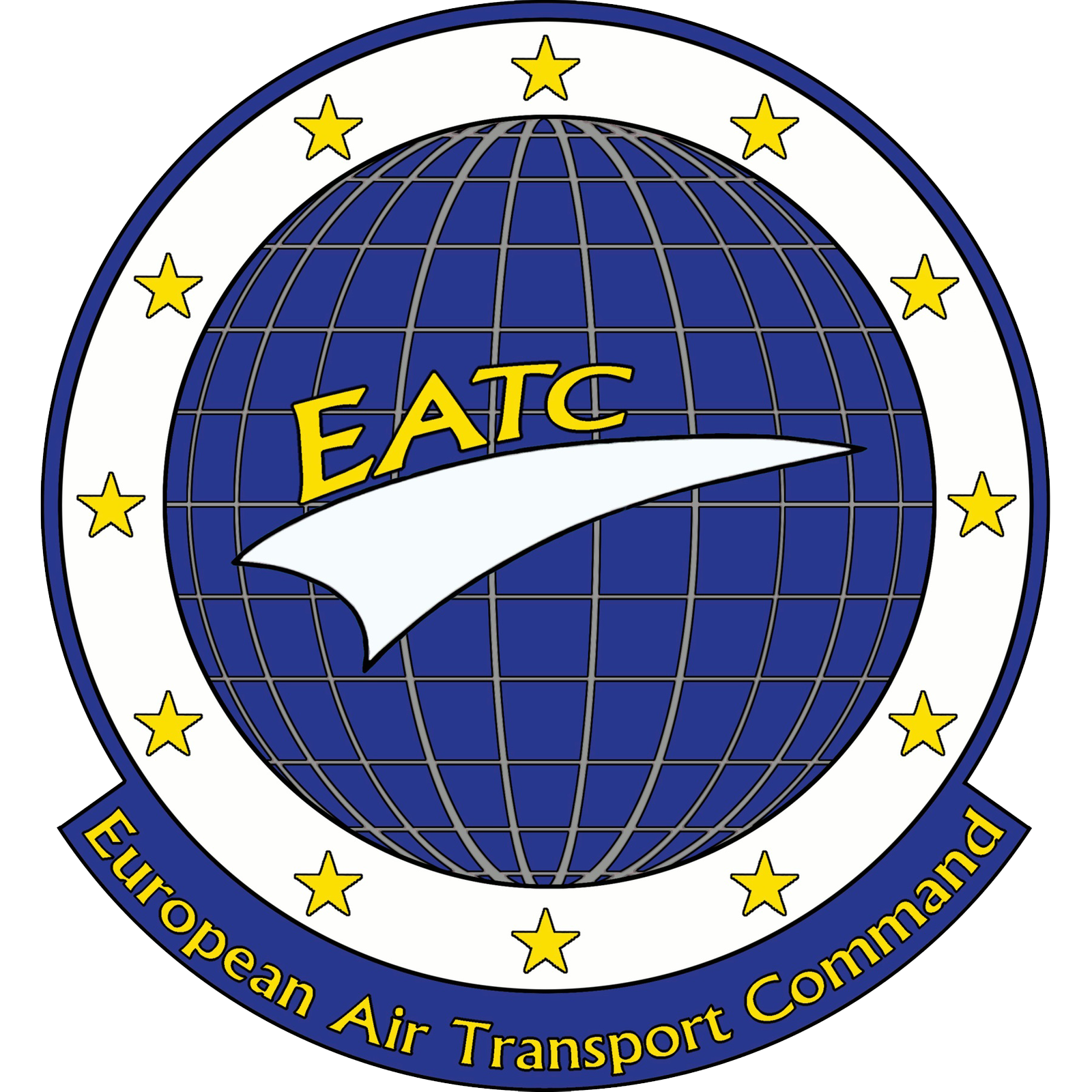
DDO/DtA Europäisches Lufttransportkommando
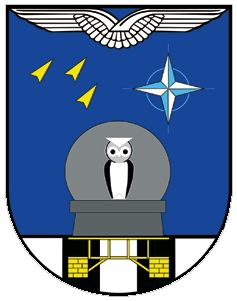
Einsatzführungsbereich 2
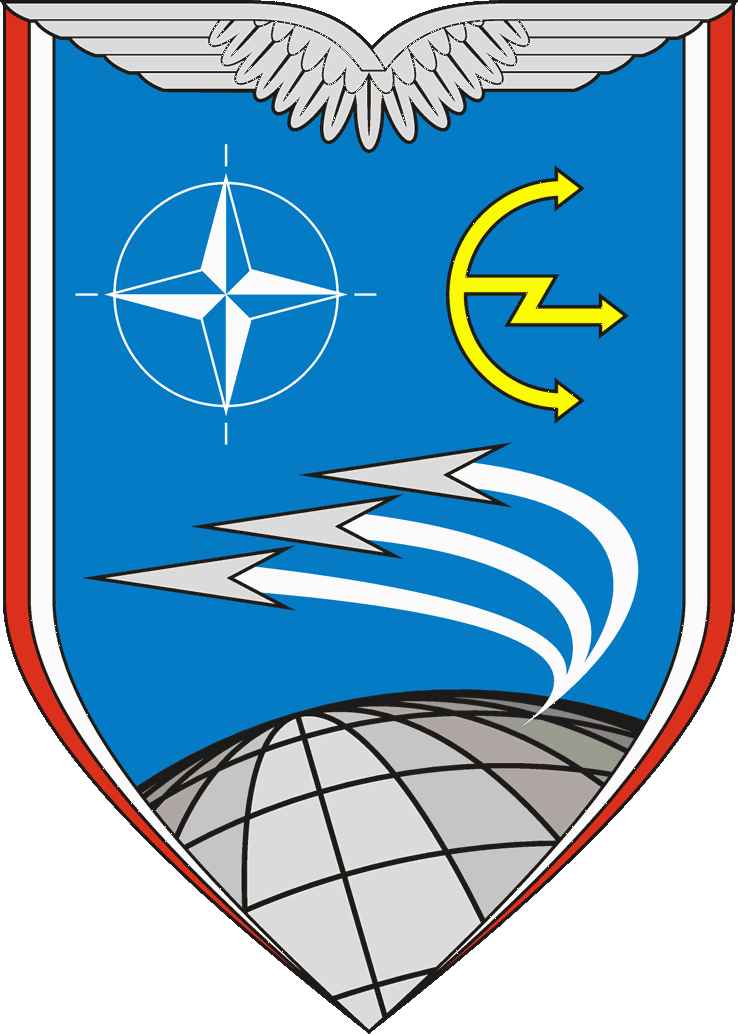
Einsatzführungsbereich 3
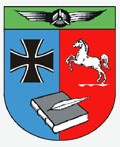
Fachschule der Luftwaffe
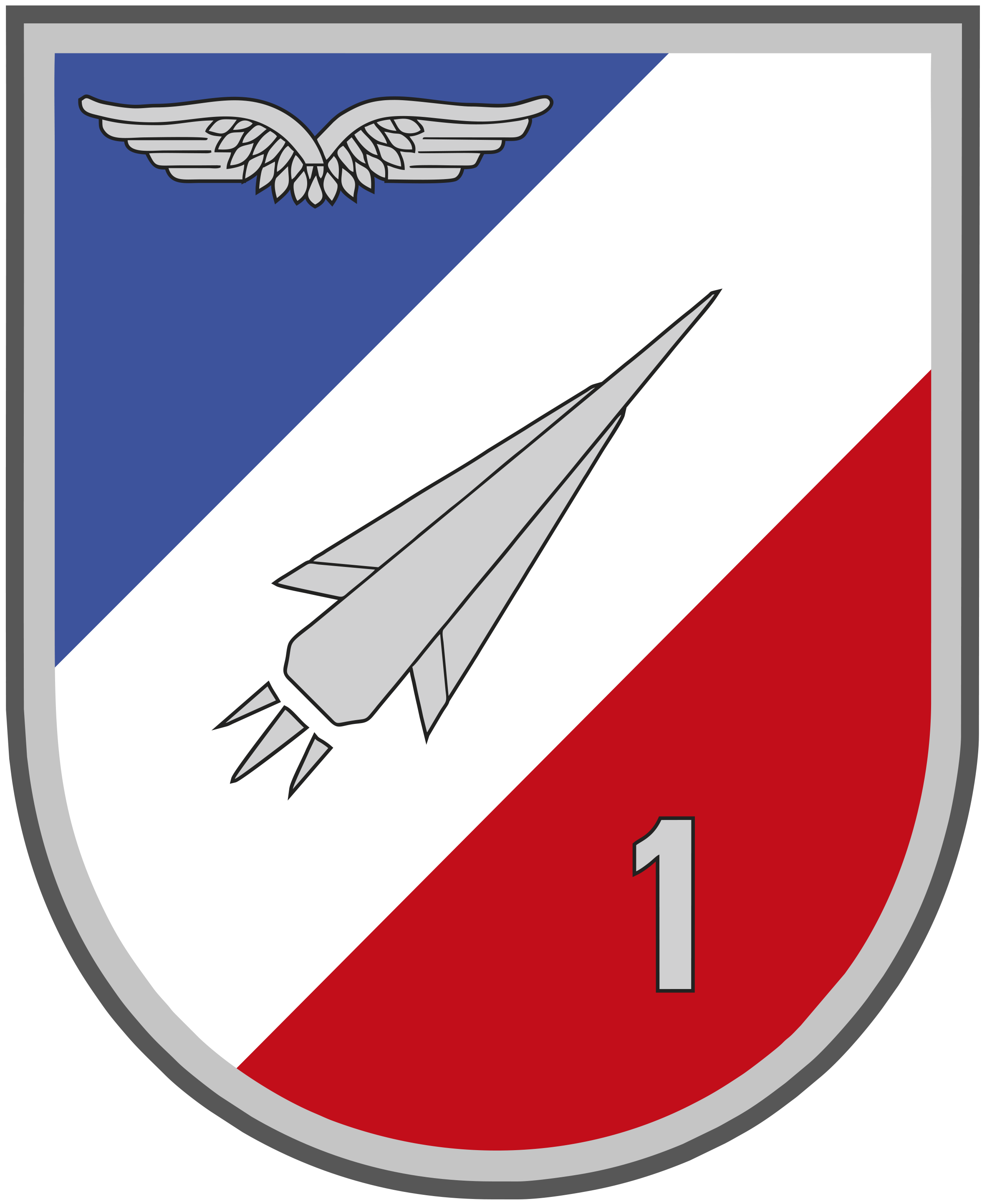
Flugabwehrraketengeschwader 1
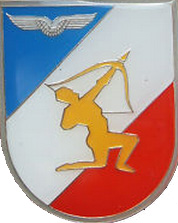
Flugabwehrraketengruppe 61
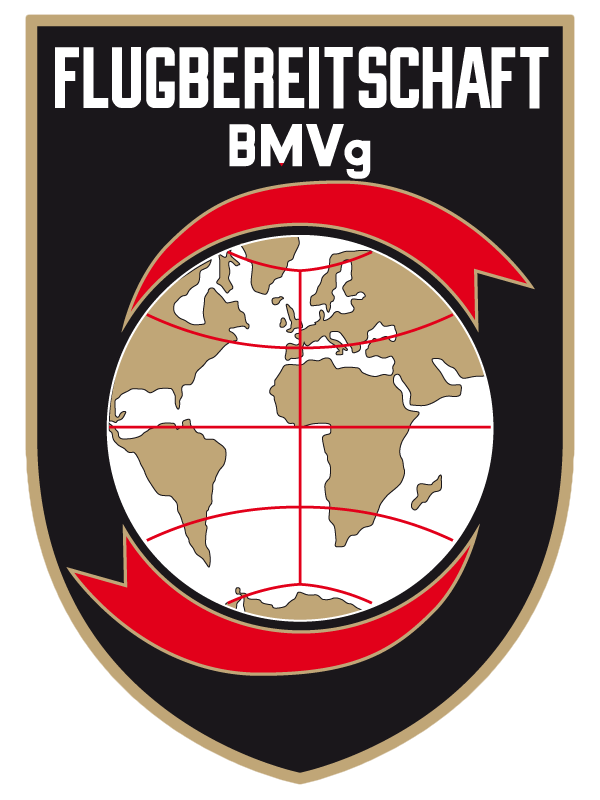
Flugbereitschaft des BMVg
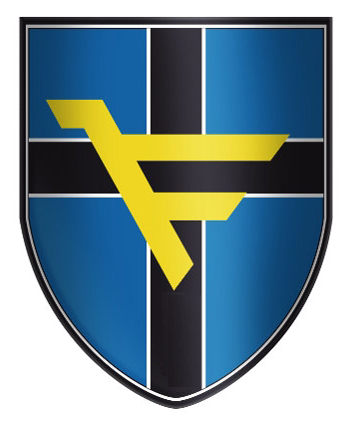
Führungsunterstützungszentrum der Luftwaffe
Hubschraubergeschwader 64
Lufttransportgeschwader 62
Lufttransportgeschwader 63
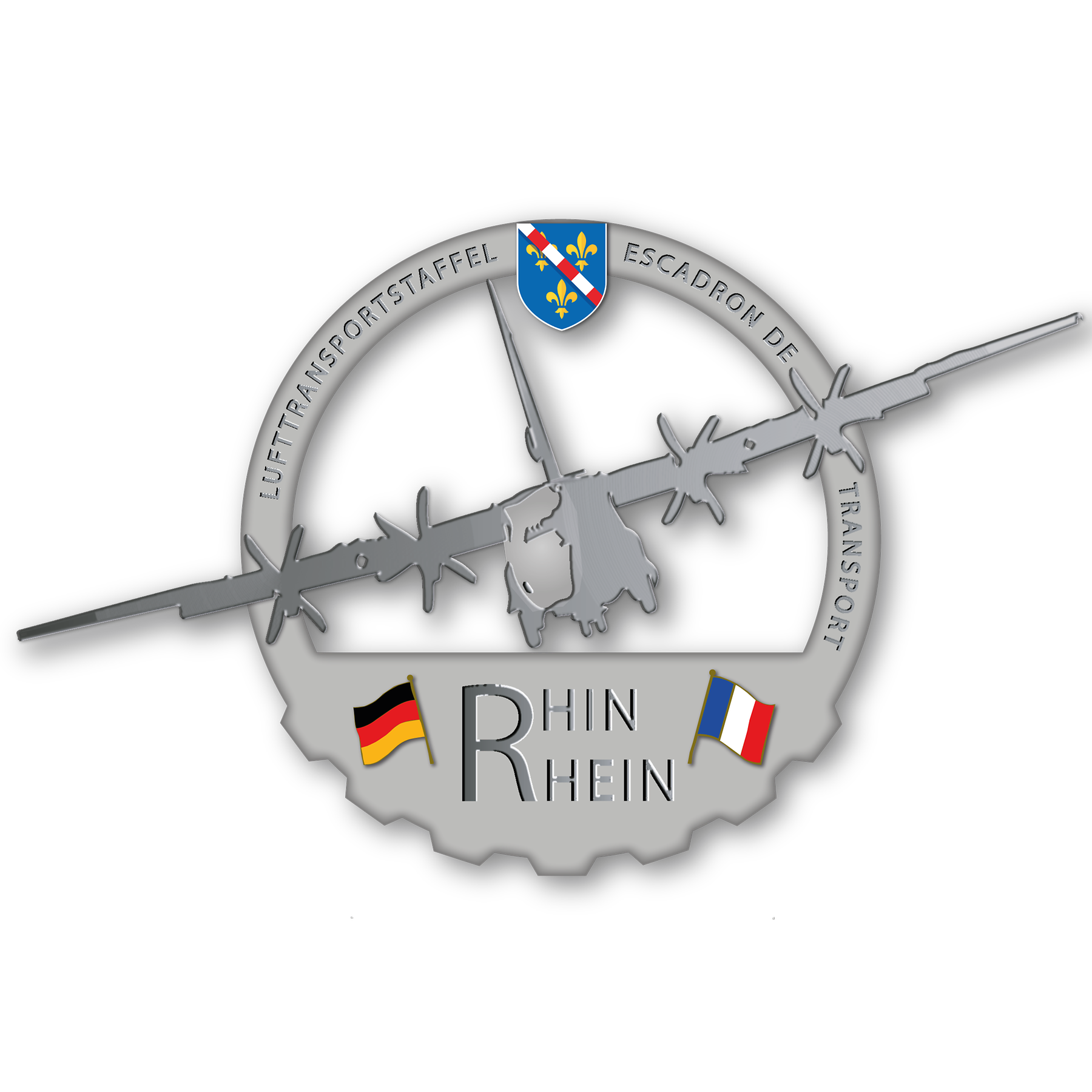
Luftwaffenausbildungsbataillon
Offizierschule der Luftwaffe
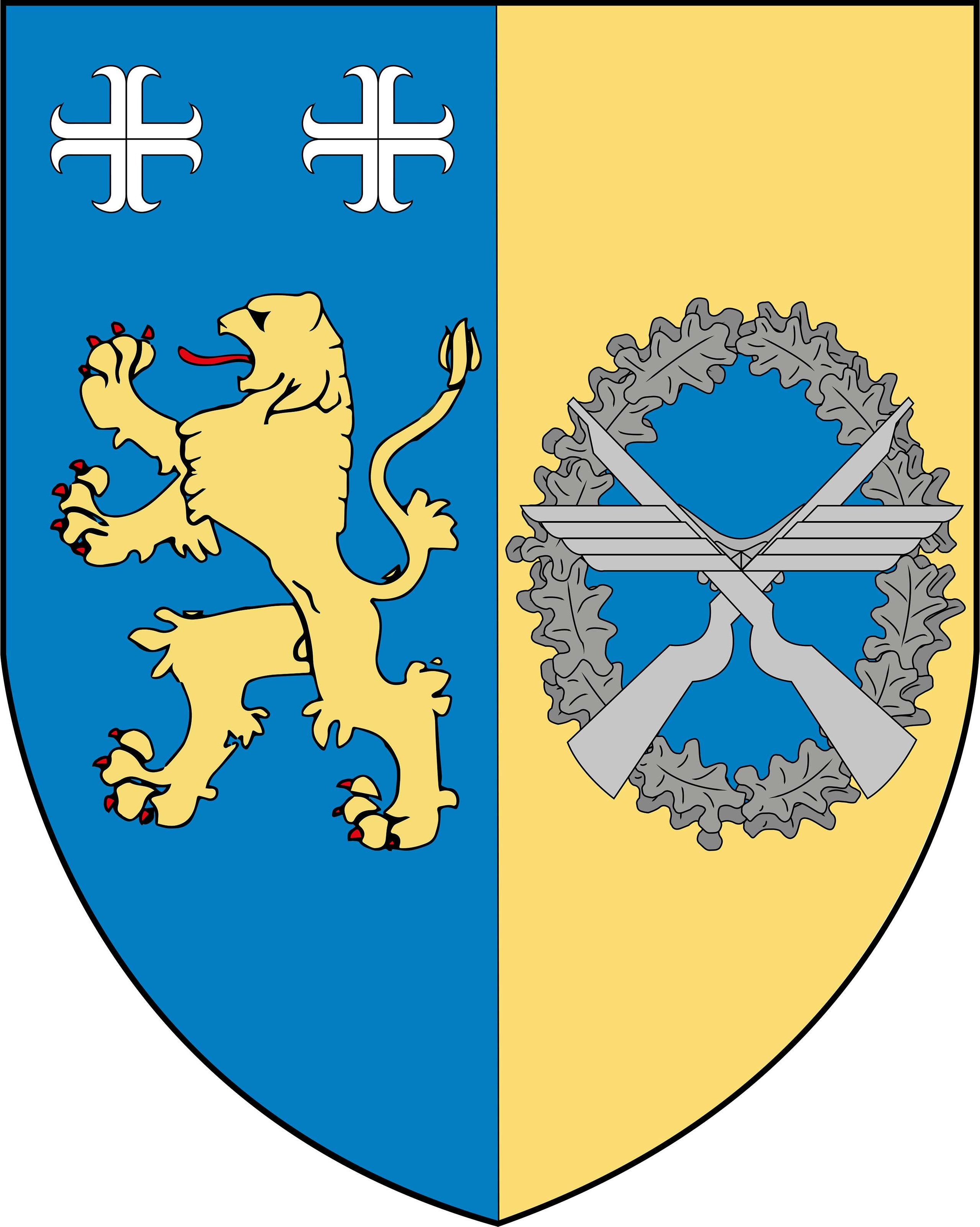
Objektschutzregiment der Luftwaffe „Friesland“
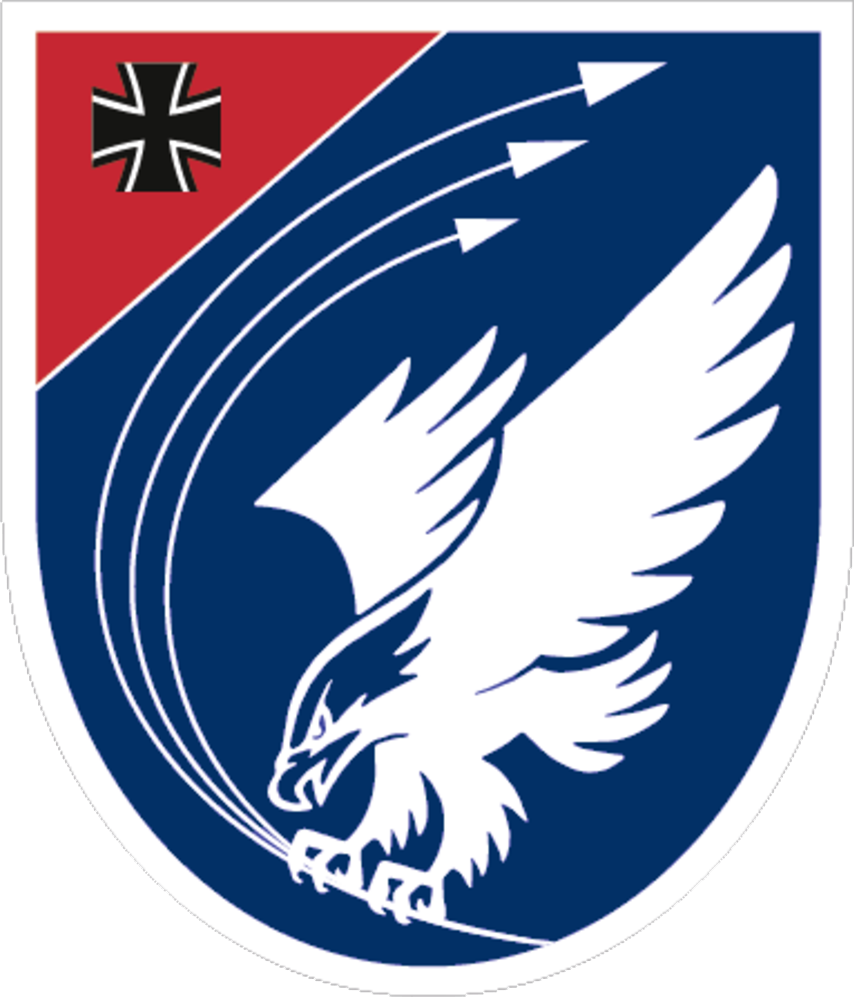
Taktisches Ausbildungskommando der Luftwaffe USA
Taktisches Aus- und Weiterbildungszentrum Flugabwehrraketen USA
Taktisches Luftwaffengeschwader 31 „Boelcke“
Taktisches Luftwaffengeschwader 33
Taktisches Luftwaffengeschwader 51 „Immelmann“
Taktisches Luftwaffengeschwader 71 „Richthofen“
Taktisches Luftwaffengeschwader 73 „Steinhoff“
Taktisches Luftwaffengeschwader 74
Technisches Ausbildungszentrum der Luftwaffe
Unteroffizierschule der Luftwaffe
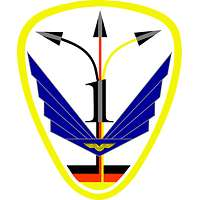
Waffensystemunterstützungszentrum 1
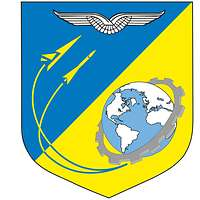
Waffensystemunterstützungszentrum 2
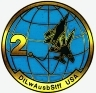
2. Deutsche Luftwaffenausbildungsstaffel USA
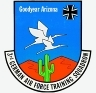
3. Deutsche Luftwaffenausbildungsstaffel USA

## Ehemalige Wappen der Luftwaffe (Bundeswehr)

### Militärischer Führungsstab im Ministerium

Führungsstab der Luftwaffe

### Höhere Kommandobehörden

Luftwaffenführungskommando
Luftwaffenamt
Luftwaffenunterstützungskommando
Kommando Operative Führung Luftstreitkräfte
Kommando Einsatzverbände Luftwaffe
Kommando Unterstützungsverbände Luftwaffe

### Divisionen/Kommandobehörden

Luftwaffenkommando Nord
Luftwaffenkommando Süd
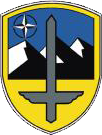
Kommando 1. Luftwaffendivision
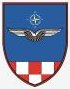
Kommando 2. Luftwaffendivision
Kommando 3. Luftwaffendivision (alt)
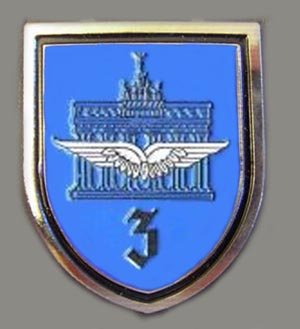
Kommando 3. Luftwaffendivision (neu)
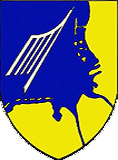
Kommando 4. Luftwaffendivision
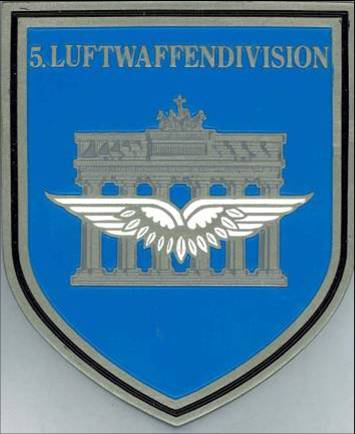
Kommando 5. Luftwaffendivision
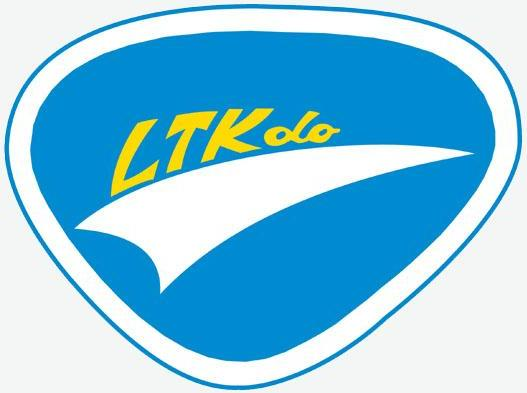
Lufttransportkommando
Luftwaffenausbildungskommando
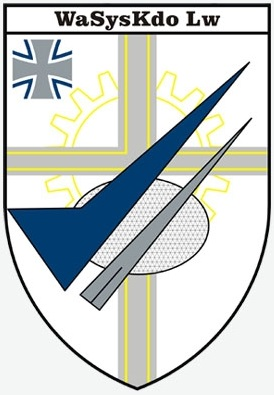
Waffensystemkommando der Luftwaffe
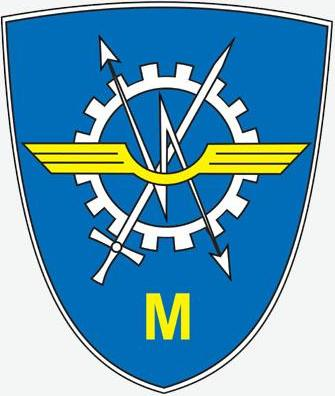
Materialamt der Luftwaffe
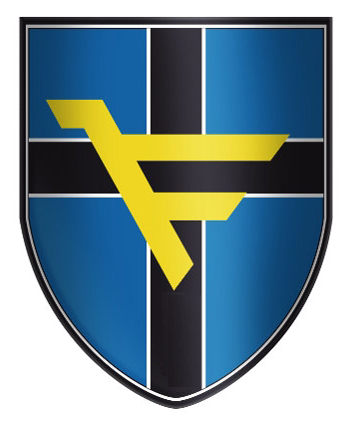
Luftwaffenführungsdienstkommando
Deutsches Luftwaffenkommando USA/Kanada
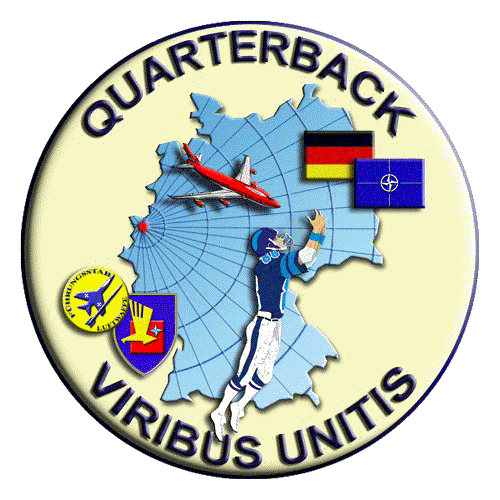
Nationales Lage- und Führungszentrum für Sicherheit im Luftraum
Amt für Flugsicherung der Bundeswehr
Generalarzt der Luftwaffe
Luftwaffenunterstützungsgruppe Nord
Luftwaffenunterstützungsgruppe Süd

### Geschwader/Verbände/Schulen/Einheiten

Aufklärungsgeschwader 51 „Immelmann“
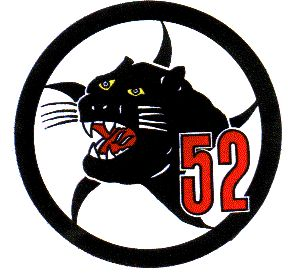
Aufklärungsgeschwader 52
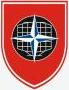
Einsatzführungsbereich 1
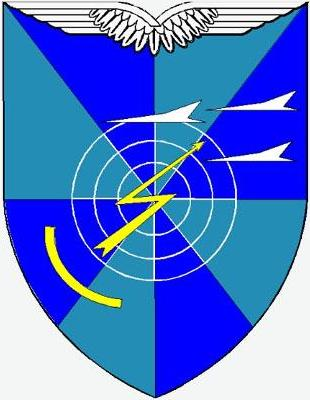
Einsatzführungsbereich 4
Einsatzgeschwader 1
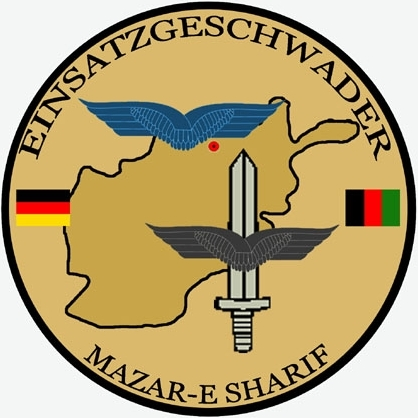
Einsatzgeschwader Mazar-e Sharif
Fernmelderegiment 11
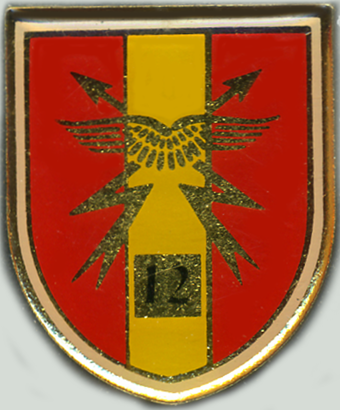
Fernmelderegiment 12
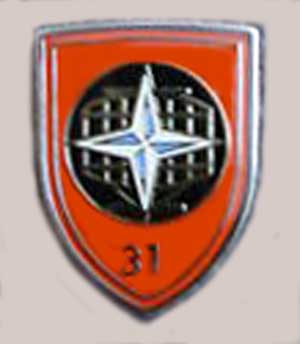
Fernmelderegiment 31
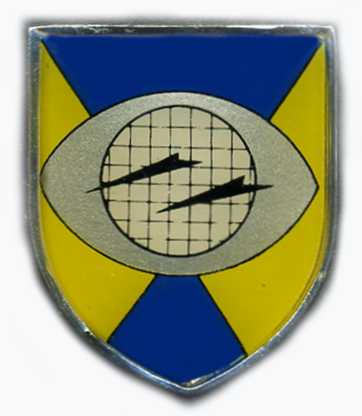
Fernmelderegiment 32
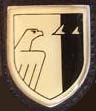
Fernmelderegiment 33
Fernmelderegiment 34
Fernmeldebereich 70
Fernmeldebereich 71
Fernmeldebereich 72
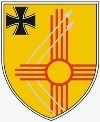
Fliegerisches Ausbildungszentrum der Luftwaffe
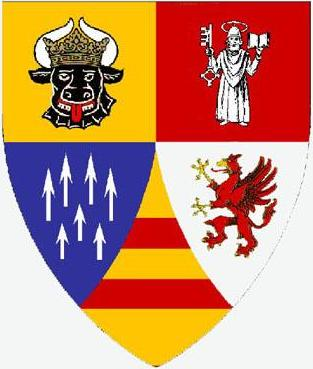
Flugabwehrraketengeschwader 2
Flugabwehrraketenkommando 3
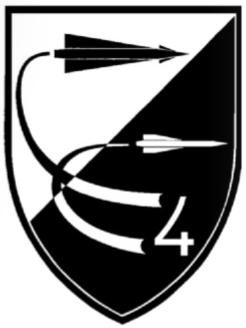
Flugabwehrraketenkommando 4
Flugabwehrraketengeschwader 5
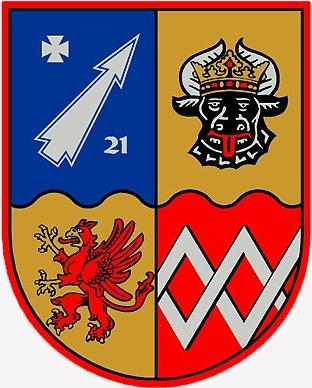
Flugabwehrraketengruppe 21
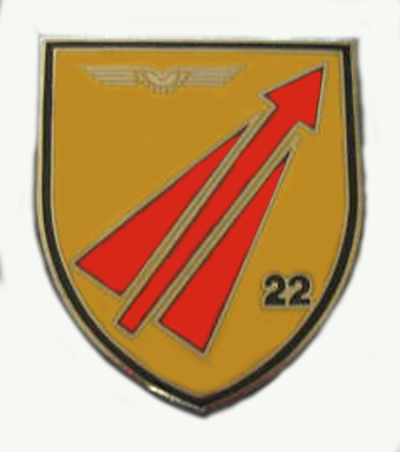
Flugabwehrraketengruppe 22
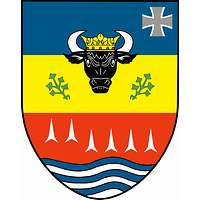
Flugabwehrraketengruppe 24
Flugabwehrraketengruppe 36
Flugabwehrraketengruppe 37
Fluganwärterregiment
Flugkörpergeschwader 1
Flugkörpergeschwader 2
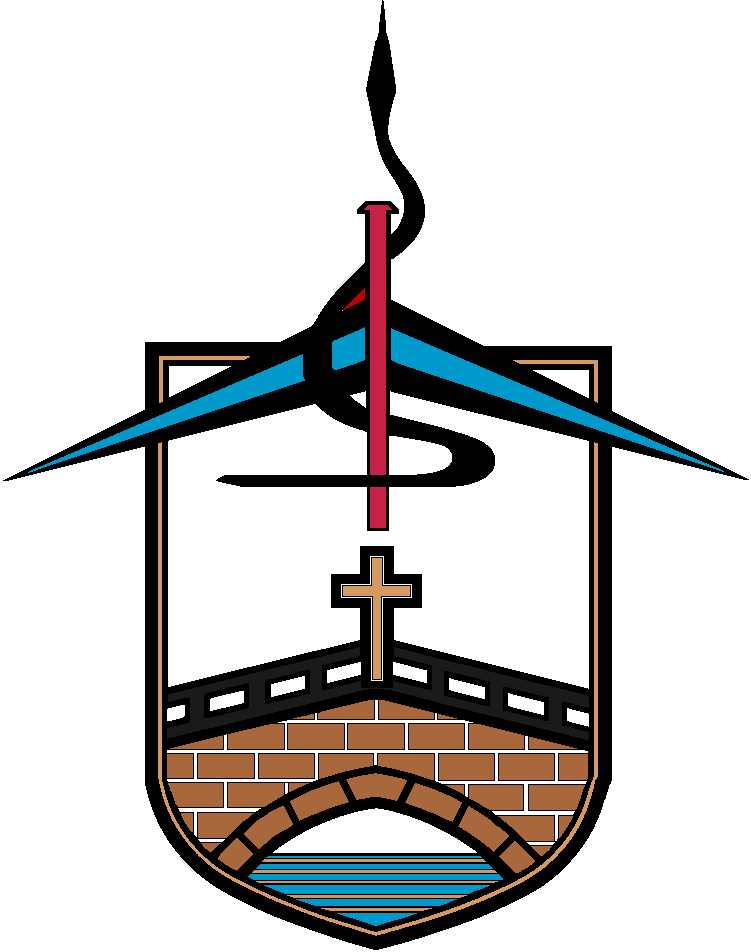
Flugmedizinisches Institut der Luftwaffe
Hubschraubertransportgeschwader 64
Jagdbombergeschwader 31 „Boelcke“
Jagdbombergeschwader 32 ECR
Jagdbombergeschwader 33
Jagdbombergeschwader 34 „Allgäu“
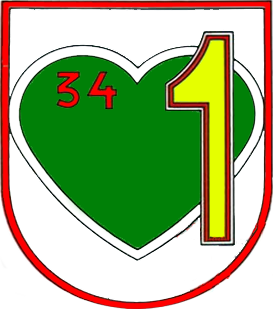
1. Fliegende Staffel JaboG 34
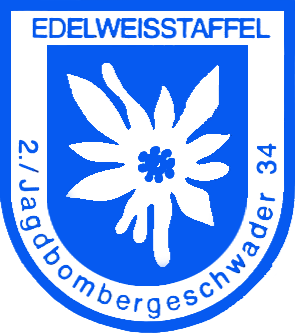
2. Fliegende Staffel JaboG 34
Jagdbombergeschwader 35
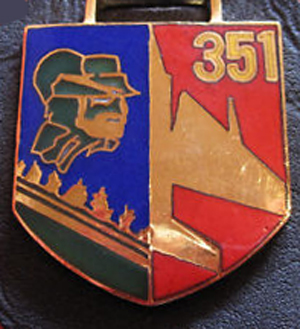
1. Staffel Jagdbombergeschwader 35
Jagdbombergeschwader 36
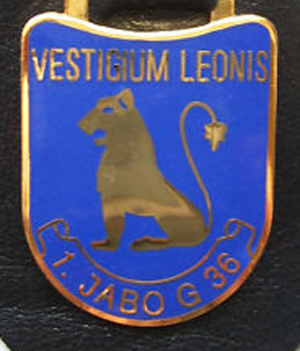
1. Staffel Jagdbombergeschwader 36
Jagdbombergeschwader 38 „Friesland“
Jagdbombergeschwader 41
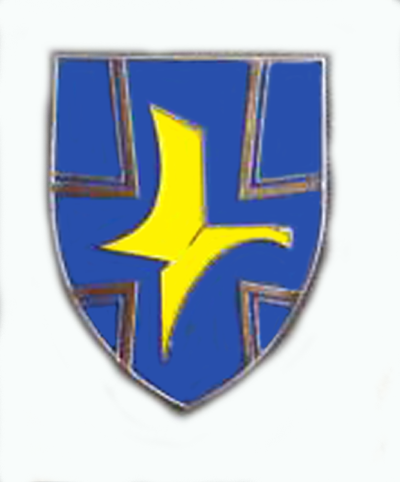
Jagdbombergeschwader 42
Jagdbombergeschwader 43
Jagdbombergeschwader 49
Luftbildlehrstaffel
Jagdgeschwader 71 „Richthofen“
Jagdgeschwader 72 „Westfalen“
Jagdgeschwader 73 „Steinhoff“
Jagdgeschwader 74
Lufttransportgeschwader 61
Luftwaffenausbildungsregiment 1
Luftwaffenausbildungsregiment 2
Luftwaffenausbildungsregiment 3
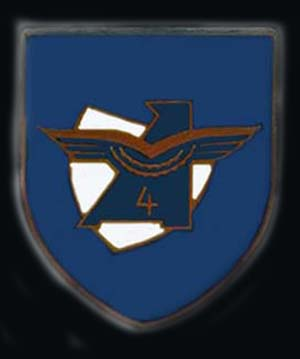
Luftwaffenausbildungsregiment 4
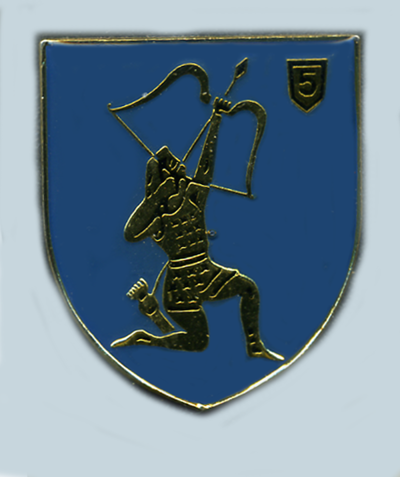
Luftwaffenausbildungsregiment 5
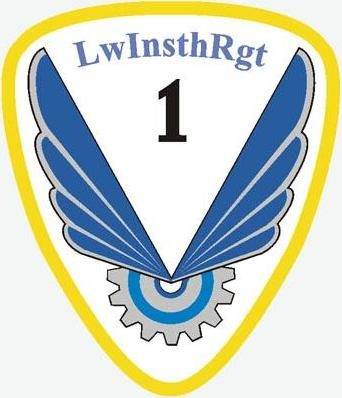
Luftwaffeninstandhaltungsregiment 1
Luftwaffenmusikkorps 1
Luftwaffenpionierlehrkompanie 1
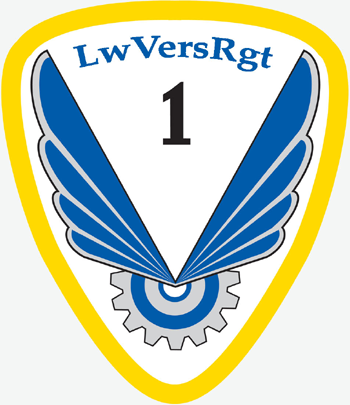
Luftwaffenversorgungsregiment 1
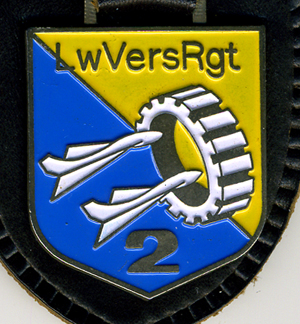
Luftwaffenversorgungsregiment 2
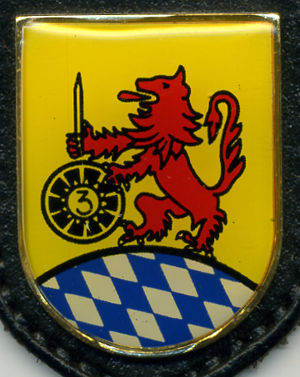
Luftwaffenversorgungsregiment 3
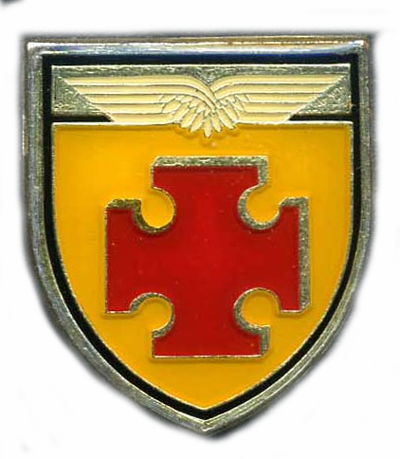
Luftwaffenversorgungsregiment 4
Luftwaffenversorgungsregiment 5
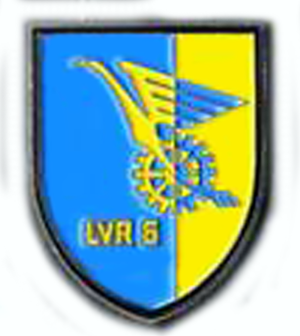
Luftwaffenversorgungsregiment 6
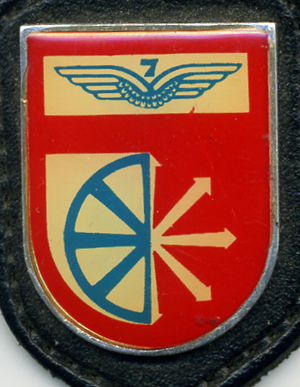
Luftwaffenversorgungsregiment 7
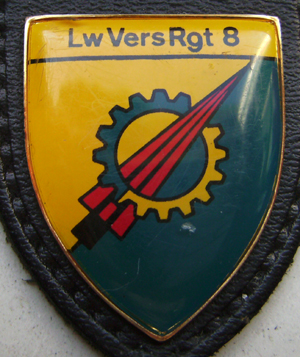
Luftwaffenversorgungsregiment 8
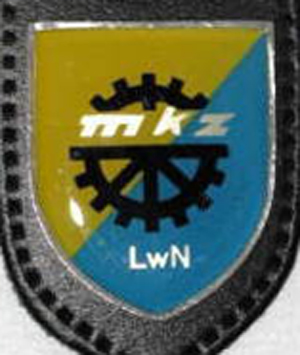
Materialkontrollzentrum Nord
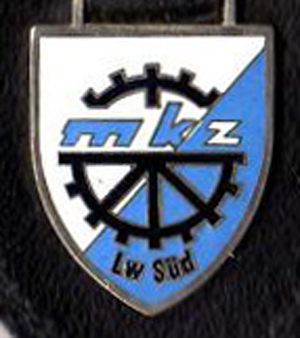
Materialkontrollzentrum Süd
Nachschubschule der Luftwaffe
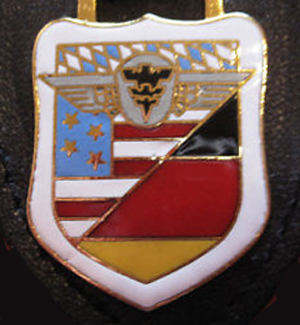
Offizierschule der Luftwaffe 9. Inspektion (Fliegeranwärterinspektion)
Raketenschule der Luftwaffe
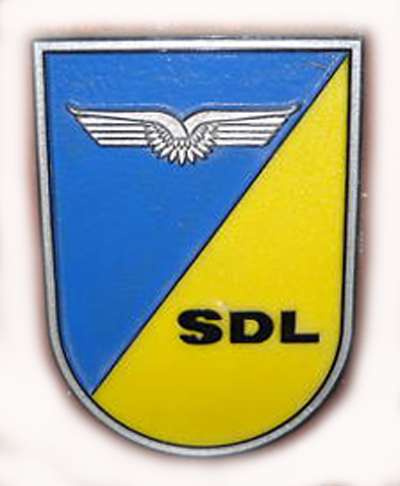
Stammdienststelle der Luftwaffe
Systemzentrum Avionik
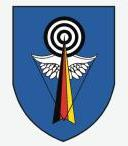
Taktisches Ausbildungskommando der Luftwaffe Italien
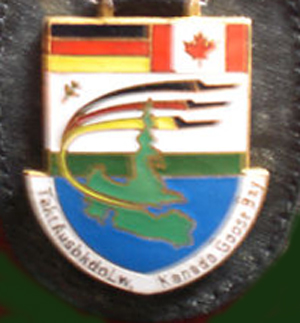
Taktisches Ausbildungskommando der Luftwaffe Kanada
Taktisches Ausbildungskommando der Luftwaffe Portugal
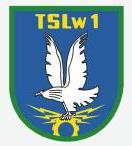
Technische Schule der Luftwaffe 1
Technische Schule der Luftwaffe 3
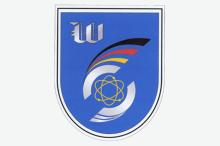
Waffensystemunterstützungszentrum
Waffenschule der Luftwaffe 10
Waffenschule der Luftwaffe 50 (bis 1964)
Waffenschule der Luftwaffe 50 (ab 1964)
Ausstellung „Unsere Luftwaffe“ (1959–2005)
1. Deutsche Luftwaffenausbildungsstaffel USA (Sheppard AFB, bis 1981)
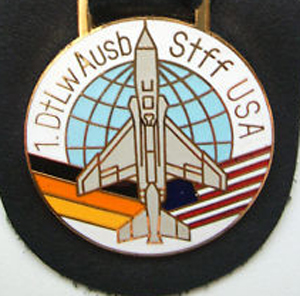
1. Deutsche Luftwaffenausbildungsstaffel USA (George AFB & Holloman AFB, F-4 ab 1984)
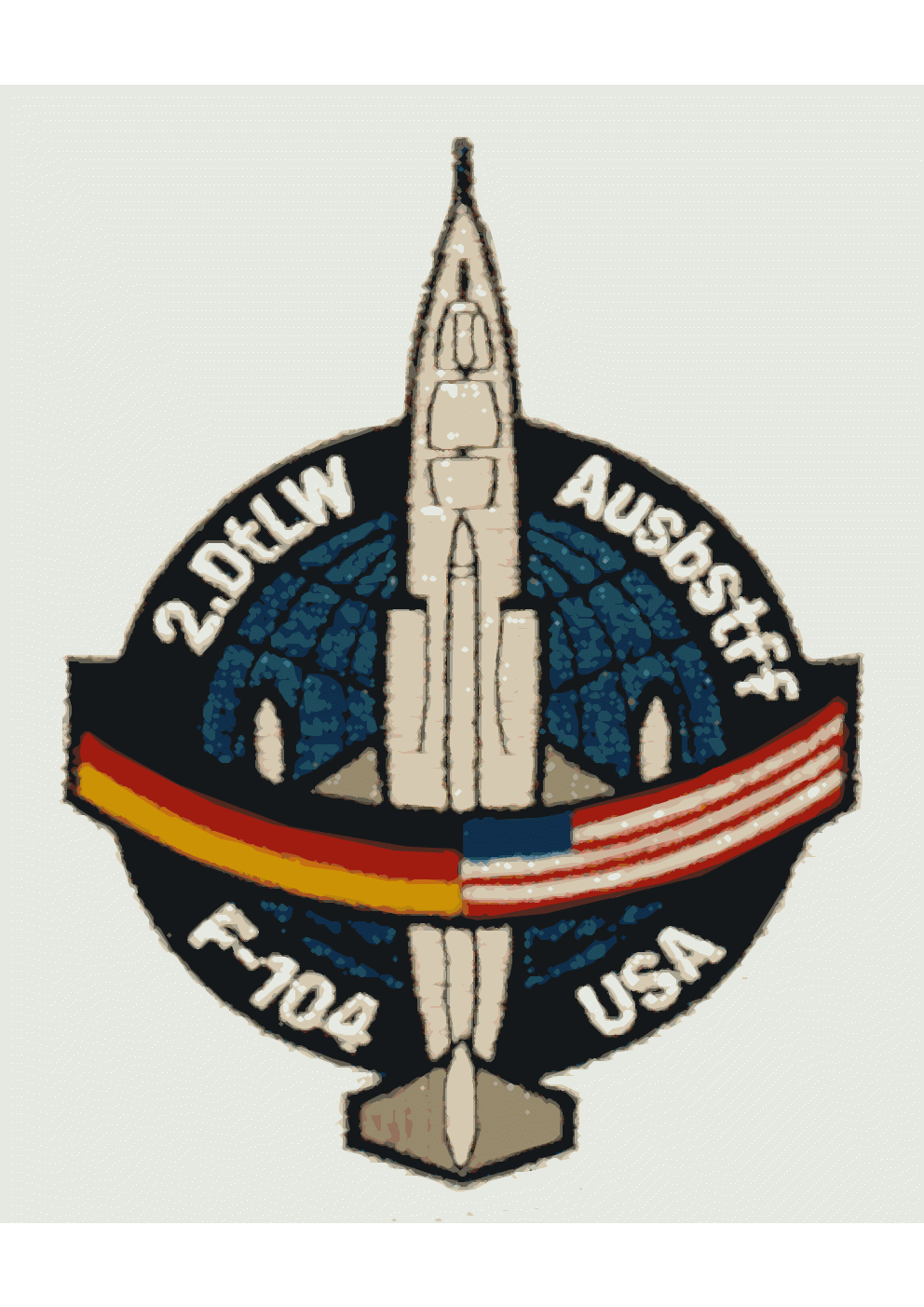
2. Deutsche Luftwaffenausbildungsstaffel USA (Luke AFB, F-104)
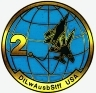
2. Deutsche Luftwaffenausbildungsstaffel USA (NAS Pensacola, seit 1995)
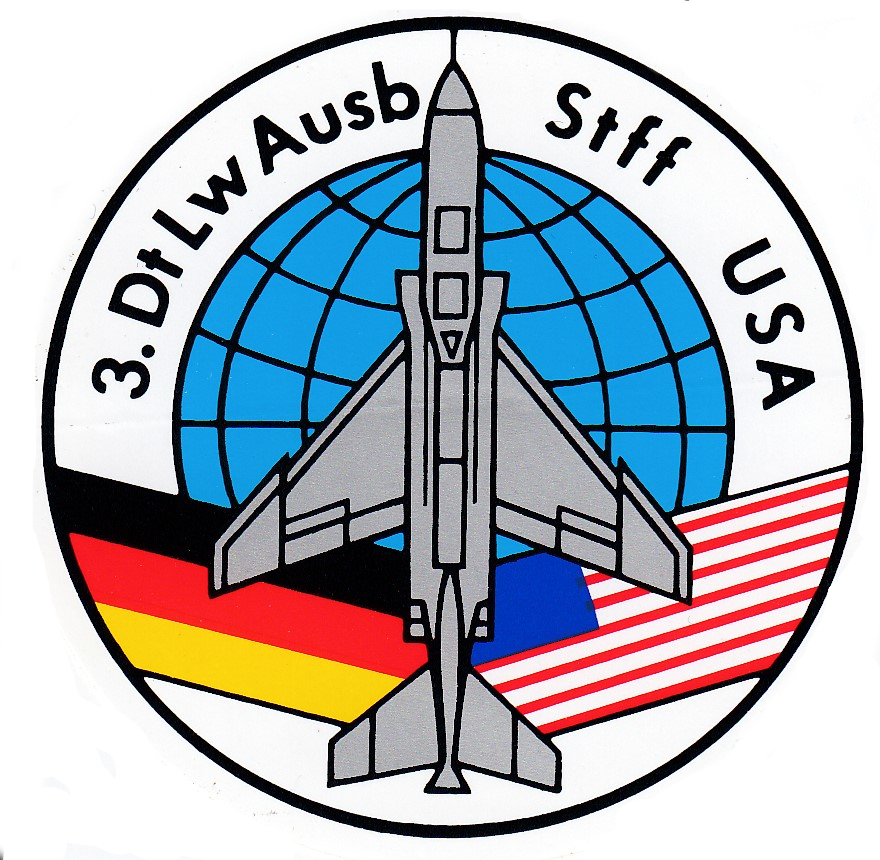
3. Deutsche Luftwaffenausbildungsstaffel USA (George AFB, F-4 1976 –1984)
4. Deutsche Luftwaffenausbildungsstaffel USA (Mather AFB, 10/1981 – ?)